# Ghosts V: Together
Ghosts V: Together är det amerikanska bandet Nine Inch Nails tionde studioalbum, utgivet den 26 mars 2020. Albumet, som utgavs samtidigt med Ghosts VI: Locusts, kan laddas ned gratis. 

## Låtlista
| Nr           | Titel                       | Längd |
| ------------ | --------------------------- | ----- |
| 1.           | Letting Go While Holding On | 9:40  |
| 2.           | Together                    | 10:04 |
| 3.           | Out in the Open             | 5:16  |
| 4.           | With Faith                  | 9:40  |
| 5.           | Apart                       | 13:36 |
| 6.           | Your Touch                  | 4:28  |
| 7.           | Hope We Can Again           | 7:28  |
| 8.           | Still Right Here            | 10:12 |
| Total längd: | Total längd:                | 70:24 |